# Thomas Adcock
Pour les articles homonymes, voir Adcock.
Thomas Adcock, né en 1947 à Détroit, dans le Michigan, aux États-Unis, est un journaliste et un écrivain américain, auteur de roman policier et de roman d'espionnage. 

## Biographie
Il débute dans le journalisme au Detroit Free Press comme reporter aux affaires criminelles, puis travaille pour le Minneapolis Star Tribune, le Chicago Tribune, le Toronto Telegram (en), le New York Law Journal (en) et, enfin, devient correspondant du New York Times. Il a également travaillé dans une agence publicitaire et a enseigné l'écriture créative dans plusieurs universités.
Comme romancier, il débute par l'écriture de deux romans d'espionnage mettant en scène l'agent du Trésor américain Ben Slayton qu'il publie sous le nom maison de Buck Saunders. 
Il passe une année en observateur au commissariat du 19e district de New York, situé à Manhattan et qui couvre notamment le quartier aisé d'Upper East Side. Il en tire le récit documentaire Precinct 19, publié en 1984 et traduit en français en 1985 sous le titre 19e District. Selon Claude Mesplède, « le résultat fait penser aux romans d'Ed McBain dans lesquels s'entrecroisent diverses histoires crapuleuses. »
À partir de 1989, Thomas Adcock signe une série de romans policiers mettant en scène le détective privé Neil Hockaday, natif du quartier new-yorkais du Hell's Kitchen, où réside alors Thomas Adcock. Dark Maze, le second titre de la série, lui vaut le Prix Edgar-Allan-Poe de la meilleure parution en livre de poche en 1992. La série s'arrête après six romans.

## Œuvre

### Romans

#### Série policièreNeil Hockaday
- Sea of Green (1989)
- Dark Maze (1991)
- Drown All the Dogs (1994)
- Devil's Heaven (1995)
- Thrown-Away Child (1996)
- Grief Street (1997)

#### Série d'espionnageBen Slaytonpubliée sous le nom maison Buck Saunders
- A Clear and Present Danger (1981)
- The Trail of the Twisted Cross (1982)

### Nouvelles
- The Mister's Funeral (1985)
- New York, New York (1986)
- Christmas Cop (1986)
- Thrown-Away Child (1986) Publié en français sous le titre L'Enfant jeté, traduction de Roxane Azimi, dans l'anthologie Mauvaises manières, Paris, Albin Michel, 1997 ; réédition, LGF, Livre de poche no 17061 1999.
- Zero Man (1986)
- Cracker Jack (1987)
- No Jury Will Ever Hang You (1987)
- Smart Sammy Slapman (1987)
- The Sixty-Six Cent Divorce (1987)
- The Trespass (1988)
- The Dark Maze (1988)
- The Life of a Big Whale (1988)
- The School of Ten Bells (1988)
- Shoot Me, I'm Already Dead (1989)
- Who Gives This Bride? (1989)
- Straight Down the Middle (1990) Publié en français sous le titre Il ne faut pas se fier aux apparences, traduction de Jean-Bernard Piat, dans l'anthologie Histoires d'humour, sévices et morgue, Paris, LGF, Livre de poche no 13500 1994.
- A Cool, Clean Shot (1992) Publié en français sous le titre La Part des choses, traduction de Jean Esch, dans l'anthologie Histoires de morts sûres et méfaits divers, Paris, LGF, Livre de poche no 9765 1994.
- My Dear Dead Dope (1992)
- Lawyers' Tongues (2007)
- You Want I Should Whack Monkey Boy? (2007)
- The Morgue Boys (2008)

### Essais
- Precinct 19 (1984) Publié en français sous le titre 19e District : les flics du quartier le plus chic de New York racontent, traduction d'Olivier de Broca, Paris, Presses de la Cité, 1985.

## Prix et distinctions notables
- Prix Edgar-Allan-Poe 1992 de la meilleure parution en livre de poche pour Dark Maze.

## Sources
- Claude Mesplède, Dictionnaire des littératures policières, vol. 1 : A - I, Nantes, Joseph K, coll. « Temps noir », 2007, 1054 p. (ISBN 978-2-910-68644-4, OCLC 315873251), p. 35-36.